# Барбарис
Барбари́с (лат. Bérberis) — крупный род кустарников, реже деревьев, семейства Барбарисовые (Berberidaceae).

## Распространение и экология
Разводится в садах и встречается изредка между кустарниками на севере до Петербурга, а также в южной и средней Европе, Крыму, на Кавказе, в Иране, Восточной Сибири, Северной Америке.
Некоторые виды встречаются в Средней Азии, в том числе и в горах Заилийского Алатау в Казахстане.
Зимостойки, жароустойчивы; могут довольствоваться бедной почвой; застойного увлажнения не переносят; довольно светолюбивы.
Дают обильную поросль от пня.
Размножают посевом семян, делением куста и летними черенками. Семена следует сразу после сбора стратифицировать или сеять под зиму. Время сбора семян — сентябрь — ноябрь. Всходы с надземными эллиптическими толстоватыми зелёными семядолями 9—12 (15) мм длиной и 4—8 мм шириной; первые листья значительно меньше последующих и отличны от них по форме.

## Ботаническое описание

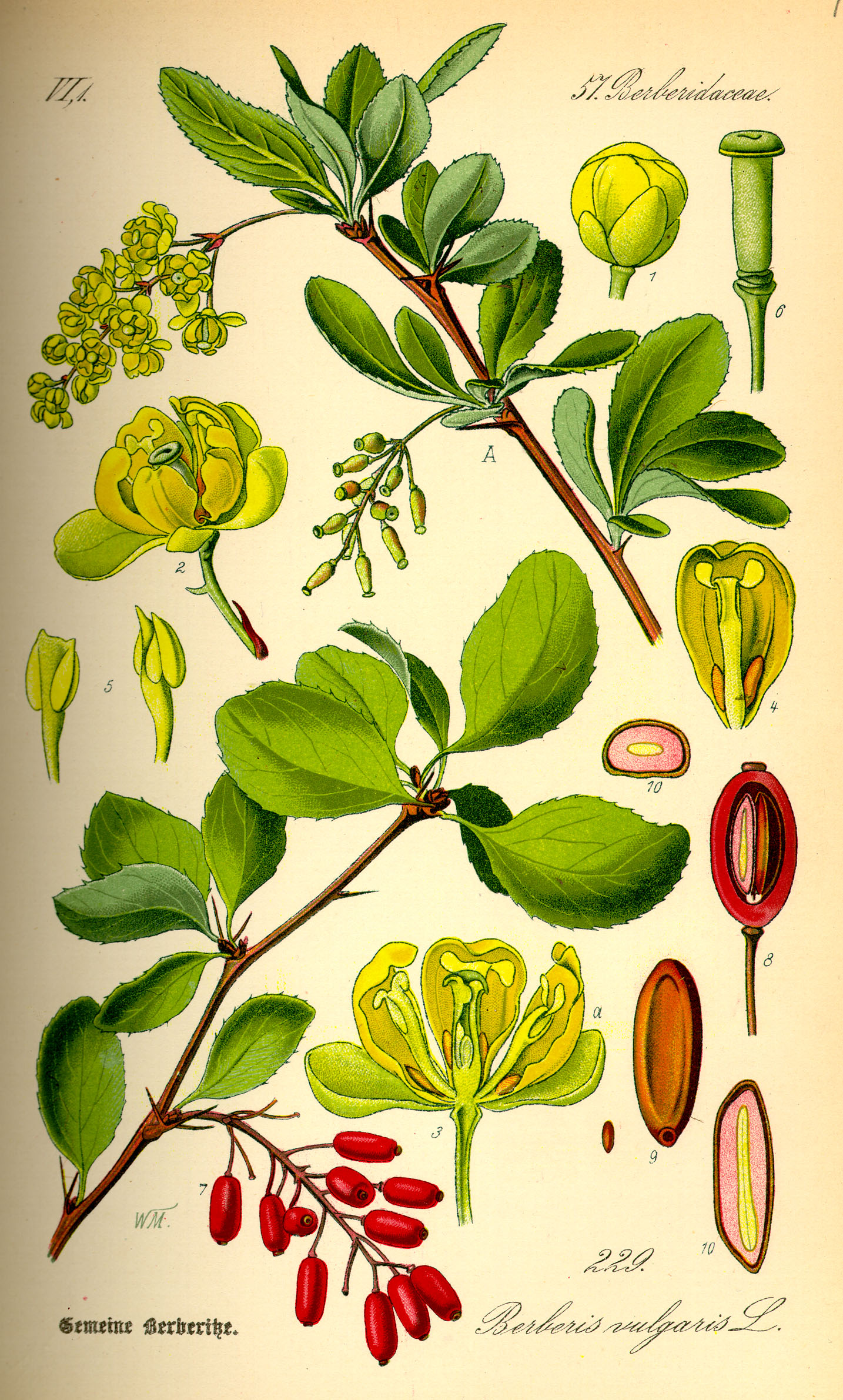
Барбарис обыкновенный.

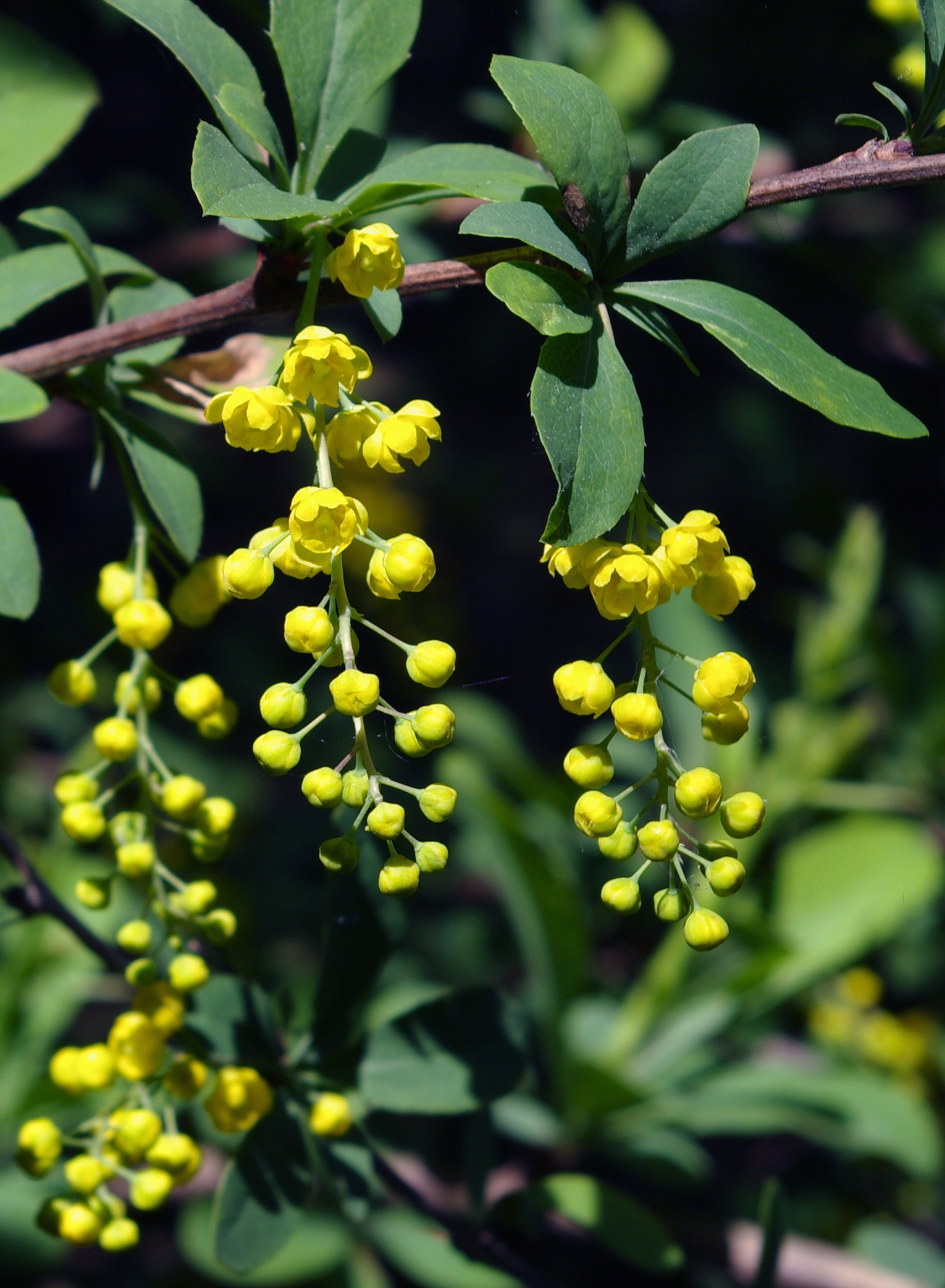
Цветущий Berberis chinensis

Вечнозелёные, полувечнозелёные (с частично опадающей листвой) или 
листопадные кустарники, редко маленькие деревца, с тонкими прямостоящими, ребристыми побегами, ветвящимися под острым углом. Кора коричневато- или буровато-серая.
Почки длиной 3—7 мм, голые или с мелкими, длиной около 1—2 мм, острыми чешуйками; у вечнозелёных видов наружные почечные чешуйки остаются у основания нового побега. Листорасположение мутовчатое; листья собраны в пучки, по 4 (2—7) на укороченных побегах. Листья яйцевидные, ланцетные, эллиптические или обратнояйцевидные, сочленяющиеся с коротким черешком, голые, сверху большей частью сизовато-зелёные, снизу сизоватые, более светлые, колюче-зубчатые, мелкоресничатые или цельнокрайные. Прилистники листоватые, колючезубчатые или превращённые в 1—3—5-раздельные колючки, более крупные и мощные на корневых отпрысках.

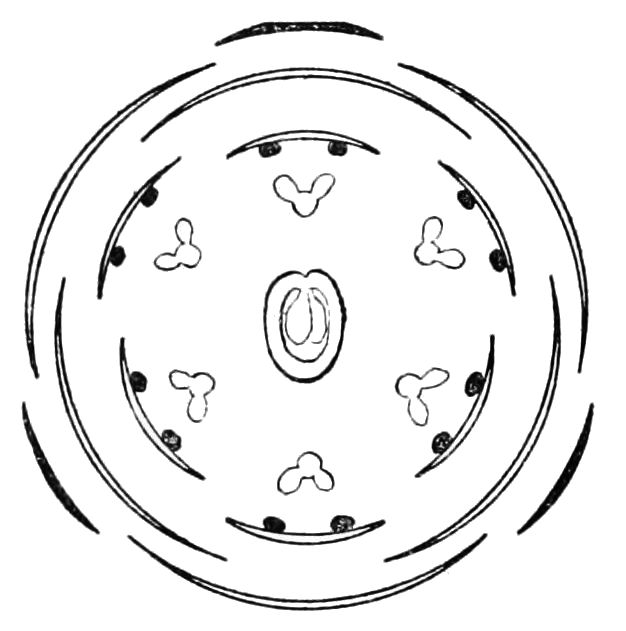
Диаграмма цветка

Цветки в кистях на коротких боковых веточках, реже в немногоцветковых пучках на вершине укороченных побегов. Чашелистики в числе восьми — девяти, окрашенные и потому похожие на лепестки, наружные значительно меньших размеров. Венчик из шести жёлтых лепестков, каждый при основании с двумя нектарниками. Тычинок 6; пестик 1, с коротким столбиком, одногнёздной завязью с немногочисленными семяпочками.
Плод — ягода, эллиптическая, яйцевидная или почти шаровидная, длиной 0,8—1,2 см, чёрная или красная, с остающимся засохшим рыльцем, с одним — пятью семенами. Семена вальковатые, ребристые, суженные к обоим концам, коричневые, блестящие, длиной 4—6 мм, шириной 1,8—3 мм.

## Значение и применение

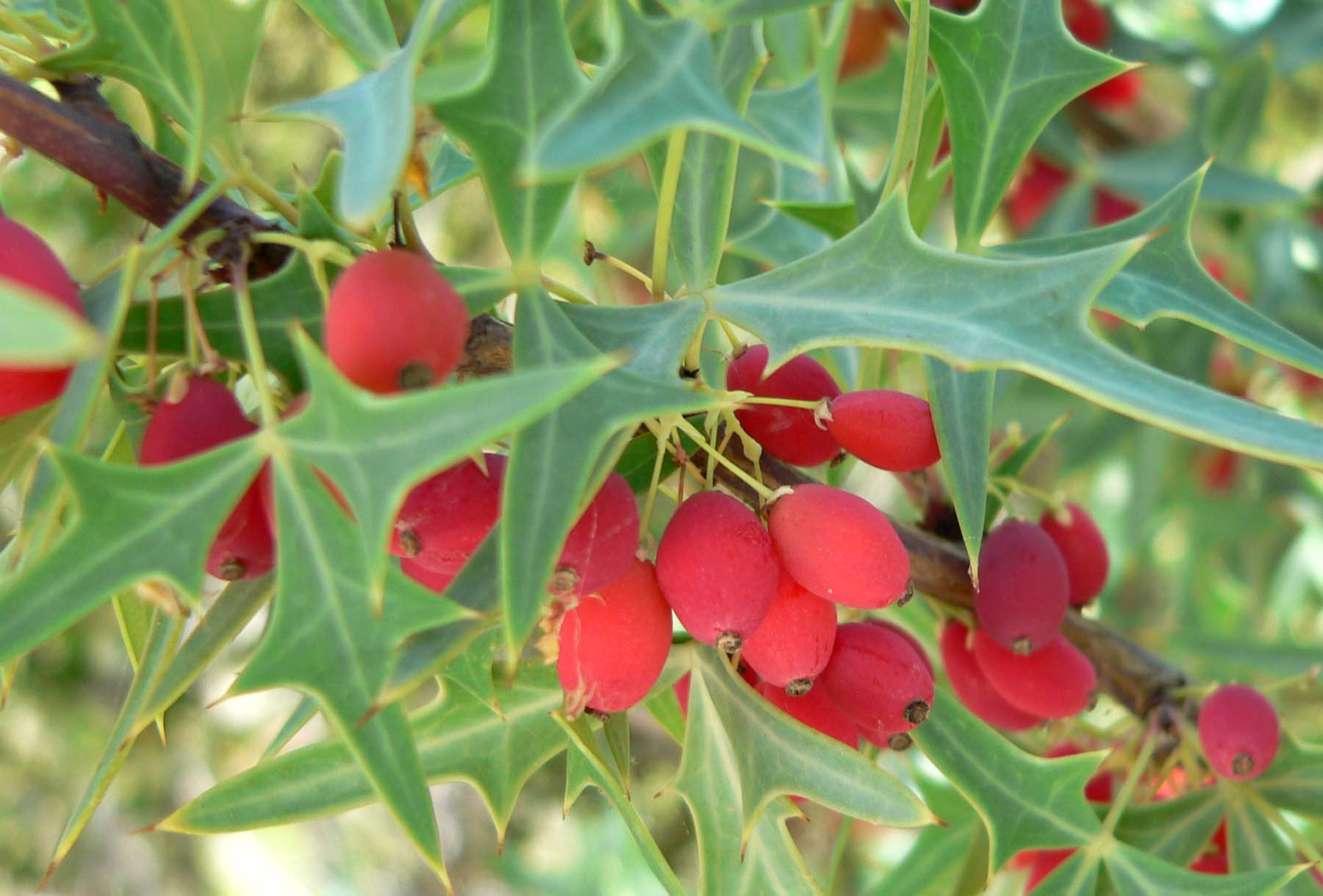
Плоды Berberis trifoliolata

Из коры, корней и древесины можно получать жёлтую краску, подобную гуммигуту.
Из всех плодовых культур барбарис содержит больше всего кислот - до 14,25 %. В  съедобных ягодах есть яблочная кислота, лимонная кислота и винная кислота. Прежде употреблялись в аптеках radix berberidis и cortex berberidis.
Листья употребляют для маринадов, ягоды — для изготовления напитков, варенья, пастилы и конфет.
Сушёные ягоды часто применяют в качестве приправ к блюдам из риса: ризотто, сладкой рисовой каши, плова с бараниной.
Многие виды медоносны. Барбарисовый мёд золотисто-жёлтый, с нежным сладким вкусом.
Хорошо выдерживают стрижку. Широко применяются для бордюров и окаймления, а также для живых изгородей. Обильно цветут и плодоносят; осенью имеют жёлтую и красную листву. Ягоды многих видов долго сохраняются на ветках.

### Древесина
Древесина заболонная, ярко- или бледно-жёлтого цвета, часто с бурым ложным ядром, кольцесосудистая. Годичные кольца хорошо различимы, иногда волнистые. Лучи гомогенные, от двух- до восьмирядных, заметны на всех распилах. Сосуды с простой перфорацией. Межсосудистая поровость очередная. В пределах рода строение древесины более или менее однородно.
Твёрдая плотная древесина с высоким объёмным весом (0,70—0,90) используется для мелких токарных изделий и на сапожные гвозди, иногда для инкрустационных работ. Обладает своеобразным цветом и декоративной (зеркальчатая или чешуйчатая) текстурой. Гималайские виды барбариса широко применяются индийскими мастерами для инкрустационных и мозаичных работ.

## Классификация

### Таксономия[3]
Berberis  L., 1753, Sp. Pl. : 330
Род Барбарис относится к семейству Барбарисовые (Berberidaceae) порядка Лютикоцветные (Ranunculales). Кладограмма в соответствии с Системой APG IV по состоянию на июнь 2023 года:
|  |                                      |  |                                   |                                   |                        |  | ещё 6 семейств |              |              |                                                                 |
|  |                                      |  |                                   |                                   |                        |  |                |              |              | 628 подтвержденных видов и 233 таксона, ожидающих подтверждения |
|  |                                      |  |                                   | порядок Лютикоцветные             |                        |  |                |              | род Барбарис |                                                                 |
|  |                                      |  |                                   | порядок Лютикоцветные             |                        |  |                |              | род Барбарис |                                                                 |
|  | отдел Цветковые, или Покрытосеменные |  |                                   |                                   | семейство Барбарисовые |  |                |              |              |                                                                 |
|  | отдел Цветковые, или Покрытосеменные |  |                                   |                                   |                        |  |                |              |              |                                                                 |
|  |                                      |  | ещё 63 порядка цветковых растений | ещё 63 порядка цветковых растений |                        |  |                | ещё 12 родов | ещё 12 родов |                                                                 |
|  |                                      |  |                                   | ещё 63 порядка цветковых растений |                        |  |                |              | ещё 12 родов |                                                                 |

### Виды
Некоторые из них:
- Berberis actinacantha Mart. ex Schult. & Schult.f. — Барбарис колючий
- Berberis acuminata Franch. — Барбарис заострённый
- Berberis aemulans C.K.Schneid. — Барбарис подражающий
- Berberis aetnensis C.Presl — Барбарис этненский
- Berberis aggregata C.K.Schneid. — Барбарис аггрегатный
- Berberis amurensis Rupr. — Барбарис амурский
- Berberis aristata DC. — Барбарис остистый
- Berberis asiatica Roxb. ex DC. — Барбарис азиатский
- Berberis brachypoda Maxim. — Барбарис коротконожковый
- Berberis canadensis Mill. — Барбарис канадский
- Berberis candidula (C.K.Schneid.) C.K.Schneid. — Барбарис сизо-белый
- Berberis circumserrata (C.K.Schneid.) C.K.Schneid. — Барбарис кругомпильчатый
- Berberis concinna Hook.f. & Thomson — Барбарис стройный
- Berberis crataegina DC. — Барбарис боярышниковый
- Berberis cretica L. — Барбарис критский
- Berberis diaphana Maxim. — Барбарис прозрачный
- Berberis dictyophylla Franch. — Барбарис сетчатолистный
- Berberis francisci-ferdinandi C.K.Schneid. — Барбарис Франциска-Фердинанда
- Berberis gagnepainii C.K.Schneid. — Барбарис Ганьепена
- Berberis giraldii Hesse — Барбарис Жиральда
- Berberis heteropoda Schrenk — Барбарис разноцветоножковый
- Berberis ilicifolia G.Forst. — Барбарис падуболистный
- Berberis iliensis Popov — Барбарис илийский
- Berberis integerrima Bunge — Барбарис цельнокрайный
- Berberis jamesiana Forrest & W.W.Sm. — Барбарис Джемса
- Berberis julianae C.K.Schneid. — Барбарис Юлиана
- Berberis kaschgarica Rupr. — Барбарис кашгарский
- Berberis levis Franch. — Барбарис нежный
- Berberis lycium Royle — Барбарис лиций
- Berberis nummularia Bge. — Барбарис монетный, или Барбарис монетовидный
- Berberis oblonga (Regel) C.K.Schneid. — Барбарис продолговатый
- Berberis pachyacantha Koehne — Барбарис малоколючковый
- Berberis petiolaris Wall. ex G.Don — Барбарис черешковый
- Berberis poiretii C.K.Schneid. — Барбарис Пуаре
- Berberis polyantha Hemsl. — Барбарис многоцветковый
- Berberis prattii C.K.Schneid. — Барбарис Пратта
- Berberis pruinosa Franch. — Барбарис сизый
- Berberis sargentiana C.K.Schneid. — Барбарис Саржента
- Berberis sibirica Pall. — Барбарис сибирский
- Berberis sieboldii Miq. — Барбарис Зибольда
- Berberis stolonifera Koehne et Wolf — Барбарис побегоносный
- Berberis thunbergii DC. — Барбарис Тунберга
- Berberis veitchii C.K.Schneid. — Барбарис Вича
- Berberis vernae C.K.Schneid. — Барбарис весенний
- Berberis verruculosa Hemsl. & E.H.Wilson — Барбарис бородавчатый
- Berberis virescens Hook.f. & Thomson — Барбарис зеленоватый
- Berberis vulgaris L. — Барбарис обыкновенный
- Berberis wallichiana DC. — Барбарис Уоллиха
- Berberis wilsoniae Hemsl. — Барбарис Вильсона
- Berberis yunnanensis Franch. — Барбарис юньнаньский

Вид Барбарис самшитолистный (Berberis buxifolia Lam.) признан синонимом вида Berberis microphylla G.Forst..
Вид Барбарис восточный (Berberis orientalis Schneid.) признан синонимом вида Барбарис обыкновенный (Berberis vulgaris L.).